# Szeretet

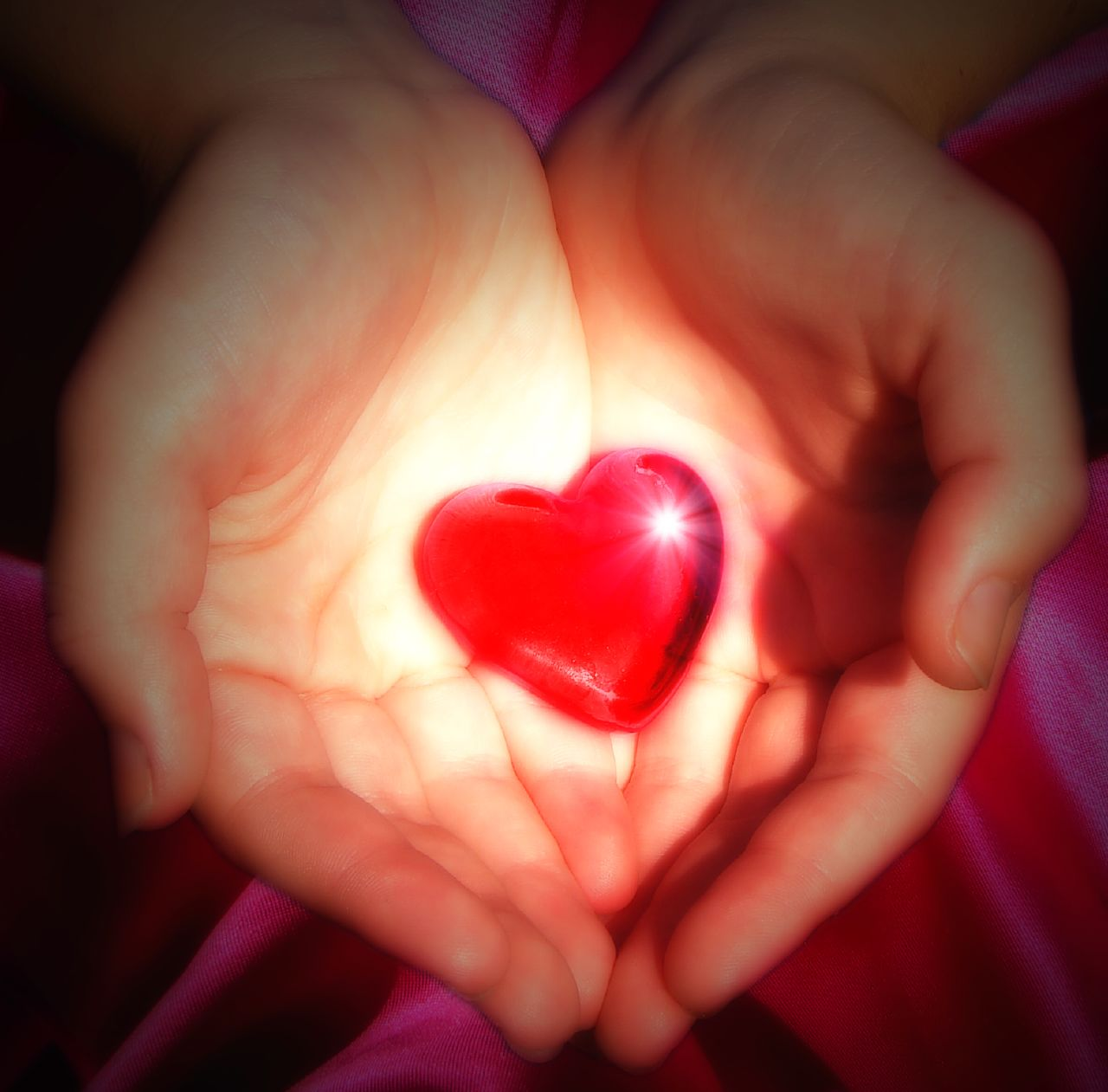
A szeretet legismertebb jelképe a szív

A szeretet különböző érzelmeket, állapotokat, magatartásformát jelölhet a személyek közötti vonzalomtól („szeretem a páromat”), az étkezés öröméig („szeretem a májas hurkát”). Utalhat erős kötődést jelölő érzelemre, és személyes vonzódásra. Erényt is mutathat, ami az emberi kedvességet, együttérzést és vonzódást tükrözi — „mások javára történő önzetlen, hűséges és jóindulatú törődést”. Leírhat kegyelmes és könyörületes cselekedeteket más emberek, önmagunk vagy állatok iránt. Szeretteink jóllétét gyakran fontosabbnak érezzük, mint a sajátunkét.
A szeretet másokkal való pozitív kapcsolatlétesítés és megismerkedés. Csak pozitív érzelem lehet (a szerelemmel ellentétben, ami csak alapvetően az, hisz rosszul elsülve depressziót okozhat). Tudnunk kell, hogyha valakit szerettünk, de elveszítettük, önös hiányérzetünk tesz szomorúvá. Az igazi szeretet, olyasfajta kötődés, ami attól függetlenül alakul ki, hogy valósággal megismerted az illetőt.
A személyek közötti vonzalom értelmezésében az ókori görög bölcseletnek megfelelően, hagyományosan öt formáját különböztetjük meg a szeretetnek: a rokoni vagy családi szeretetet (a görögben sztorgé), a baráti szeretetet (filia), a szexuális és a romantikus vágy tárgyát képező szeretetet (erósz), a vendéglátó szeretetét (xénia) és az önkiürítő vagy isteni szeretetet (agapé). A modern írók további fajtáit különböztetik meg a romantikus szeretetnek. A nyugatitól eltérő kultúrák szintén leírják ezen állapotok variációit, vagy együttélését. A különböző értelmezések és jelentések sokszínűsége, az érzelmek összetettségével kombinálva a többi érzelemhez képest szokatlanul nehézzé teszi, hogy a szeretetet következetes meghatározásokkal írjuk le.
A szeretet, különböző formáiban jelentős közvetítő erőként lép fel, ami a személyek közötti kapcsolatokat teszi gördülékenyebbé. A központi pszichológiai szerepéhez hűen egyike a legnépszerűbb kreatív művészeti témáknak. A szeretetet lehet a túlélési ösztön részeként is értelmezni, egy olyan funkcióként, amely összetartja az emberi lényeket külső fenyegetettség esetén, és segíti fajunk fennmaradásának folytonosságát.

## A szeretet meghatározása

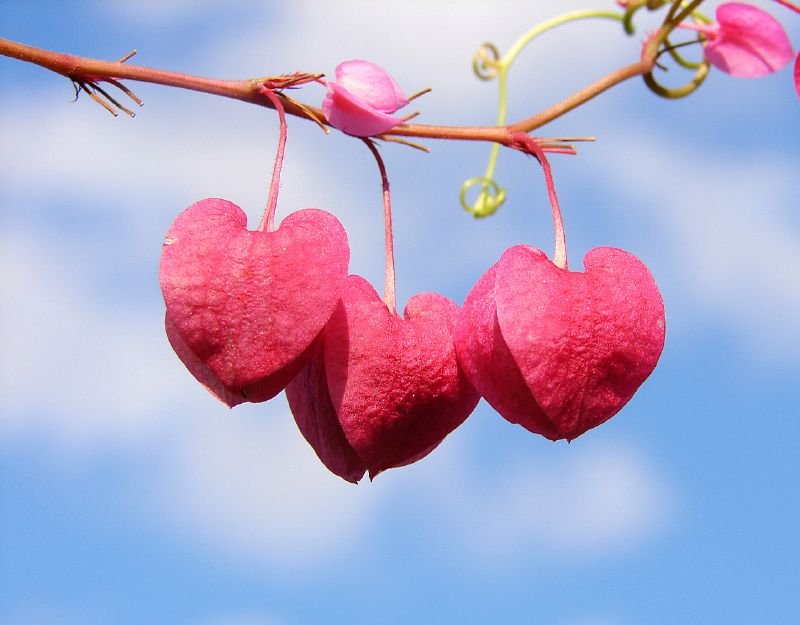
A szív alakja gyakran visszaköszön a természetben is

A szeretet szónak különböző szövegkörnyezetben különböző jelentései lehetnek. Más nyelvek gyakran több szót használnak rá, hogy a szeretet ernyője alatt kifejezett különböző dolgokat írjanak le, amit a magyarban pusztán a szeretet jelöl. Erre jó példa a görög szavak pluralitása a "szeretet" szóra. A kulturális különbségek a szeretet megfogalmazásában csak tetézik annak problematikáját, hogy egyetemleges meghatározást alkossunk.
Bár a szeretet természete vagy lényege gyakorta képezi viták témáját, a szó különböző vonatkozásai tisztázhatóak azzal, hogy meghatározzuk mi az, ami nem szeretet. A pozitív érzelmek általános kifejezéseként (a kedvelés erősebb formája) a szeretetet általánosan szembeállítják a gyűlölettel (vagy a semleges érzéketlenséggel); és mint egy kevésbé szexuális és inkább érzelmesen intim formája a romantikus vonzódásnak, a szeretet ellenpólusaként a bujaság jelenik meg; romantikus vonatkozásában a szeretet általában a szerelem kifejezésével kerül ellentétbe, ahol a szeretet pusztán baráti vonzódást, a szerelem pedig romantikus érzelmeket mutat.
Amikor elvont fogalomként beszélnek a „szeretetről”, az általában a személyek közötti szeretetre utal, egy olyan tapasztalatra, amelyet egy személy egy másik személy felé érez. A szeretet gyakran magába foglalja a gondoskodást vagy azonosulást egy személlyel vagy egy dologgal, belefoglalva az önmaga felé érzett szeretetet (narcizmus). A szeretet megértését nehezítő kultúraközi különbségeket tetézve, a szeretetről alkotott elképzeléseink a történelem során rendre változtak. A szerelem mai fogalmak szerinti meghatározása néhány történész szerint a középkor utáni Európában jelent meg, bár a romantikus vonzódás azt megelőzően is jelen volt az ókori szerelmi költészetben.
A szeretet összetett és elvont természete miatt, a szeretet és szerelem körüli diszkurzus általában közhellyé butul, és általános idézetekre szűkül, például Vergilius híres mondata, miszerint „A szeretet mindent legyőz”. Aquinói Szent Tamás, Arisztotelész nyomdokain járva a szeretetet „a mások felé érzett jó szándékként” határozza meg. Gottfried Leibniz azt mondta, "a szeretet olyan öröm, amit más ember boldogsága okoz nekünk". Jeremy Griffith biológus a szeretetet úgy határozza meg, mint „feltétel nélküli önzetlenséget”.
A szeretetre néha úgy utalnak, mint a „nemzetközi nyelvre”, ami hidat képez a kulturális és nyelvi megosztottság felett.

## Személytelen szeretet
Egy személy szerethet tárgyat, alapelvet vagy célt, ha nagyra értékeli azt vagy elköteleződött afelé. Ilyenek például a lelkes önkéntes munkát végző, mozgalmi emberek. Az ügyük „szeretete” néha nem a személyek közötti szeretetből fakad, hanem a személytelen szeretetből, ami altruizmussal és erős spirituális vagy politikai meggyőződéssel párosul. Az emberek "szerethetik" a fizikai tárgyakat is, állatokat, növényeket, ásványokat vagy tevékenységeket, magyarán azonosulhatnak ezekkel a dolgokkal. Ha szexuális vonzalom is megjelenik, ezt a jelenséget parafíliának hívják.

## Személyek közötti szeretet
A személyközi szeretet az emberek közötti szeretetet jelenti. Ez egy sokkal potensebb érzelem, mint egyszerűen kedvelni valakit. A viszonzatlan szeretet azt jelenti, hogy egyoldalú ez az érzelem. Személyközi szeretet létezhet családtagok, barátok vagy párok között. Számos pszichológiai rendellenesség is a szeretettel kapcsolatos, mint például az erotománia.
A történelem során a filozófia és a vallás boncolgatta leginkább a szeretet jelenségét. Az elmúlt évszázadban a pszichológia tudománya is úttörő munkát végzett a témában. Pár éve a pszichológia, antropológia, idegtudomány és a biológia sokat hozzáadott a szeretet természetének és funkciójának megértéséhez.

### Biológiai megközelítés

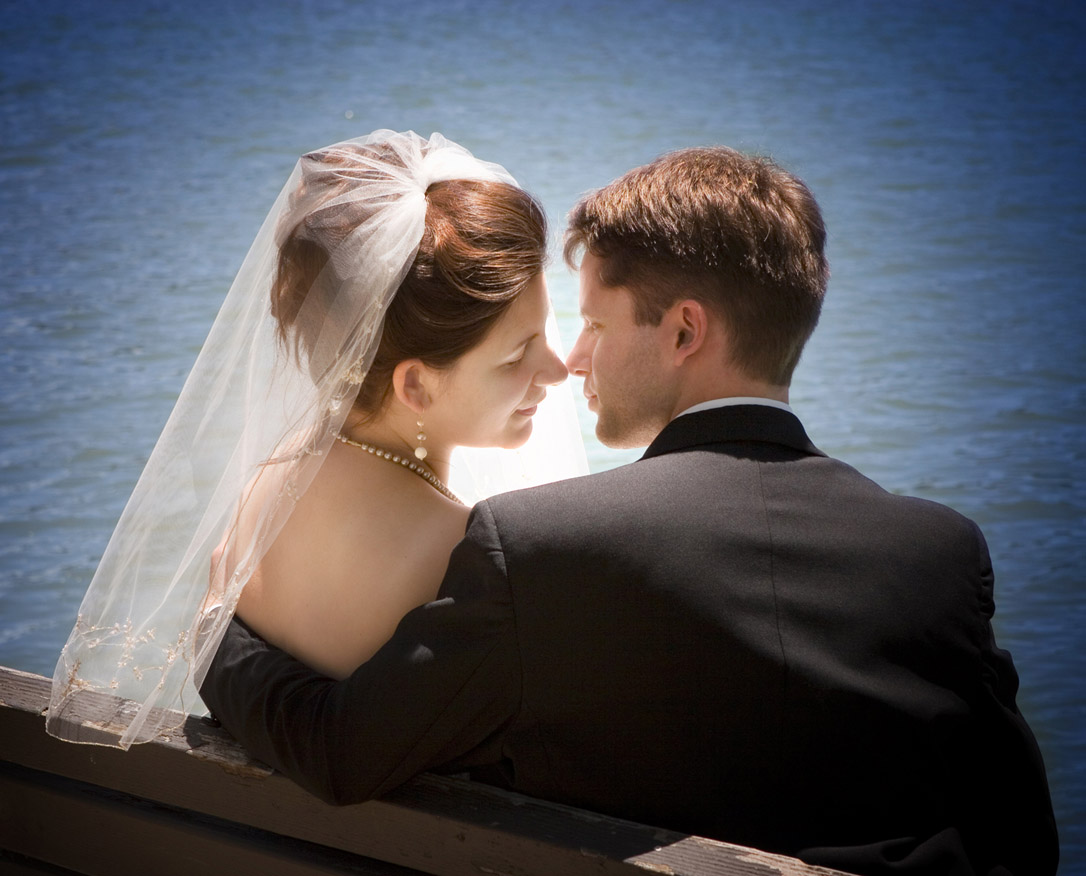
A házasság általában erős szeretetköteléket jelent

A szex biológiai megközelítései a szeretetre, mint egy emlősökre jellemző hajtóerőre néznek, ahogy az éhség és a szomjúság is jellemzően az. Helen Fisher, a szeretet vezető szakértője a szeretet megtapasztalását három, részben egymást fedő állapotra osztja: bujaságra, vonzalomra és kötődésre. A bujaság a szexuális vágy érzését jelenti; a romantikus vonzódás meghatározza, milyen partnereket, társakat talál vonzónak, időt és energiát spórolva a választás frontján; és a kötődés magába foglalja az otthon megosztását, a szülői feladatokat, a kölcsönös védelmet és az emberekben biztonság érzését kelti. Három különálló idegi rendszer, a neurotranszmittereket is beleértve, és három viselkedésminta társul ezekhez a romantikus alkotókhoz.
A bujaság a kezdeti szenvedélyes szexuális vágyat jelenti, amely a párosodást részesíti előnyben, és különféle kémiai anyagok megnövekedett kibocsátásával jár, mint például a tesztoszteron és az ösztrogén. Ezek a hatások ritkán tartanak tovább pár hétnél vagy hónapnál. A vonzalom egy sokkal egyénre szabottabb és romantikusabb párválasztási vágyat jelöl, ami egyedi jelleget kap, és a bujaságból fejlődik ki. Az idegtudomány elmúlt tanulmányai azt mutatták, hogy ahogyan az emberek szerelembe esnek, az agy következetesen kibocsát bizonyos vegyi anyagokat. például feromonokat, dopamint, norepinefrint és szerotonint, ami az amfetamin hatásához hasonló folyamatokat vált ki a szervezetből miközben az agy örömközpontját ingerli, és olyan mellékhatásokhoz vezet, mint például a megnövekedett pulzus, étvágytalanság, álmatlanság és izgatottságérzés. Kutatások azt mutatják, hogy ez a fázis általában másféltől három évig terjed.
Mivel a bujaság és a vonzalom szakaszai mind ideiglenesnek tekinthetőek, egy harmadik fázisra van szükség, hogy hosszú távú párkapcsolatot építsünk ki. A kötődés az, ami a kapcsolatokat évekig vagy évtizedekig fenntartja. A kötődés általában komolyabb elköteleződésekkel jár együtt, mint például a házasság vagy a gyermekvállalás, vagy kölcsönös barátság, ami például az azonos érdeklődési körökre alapozódik. A vegyi anyagok tekintetében ez magasabb oxitocin és vazopresszin számot jelent, mint amelyet a rövid távú kapcsolatok idéznek elő. Enzo Emanuele és kollégái egy olyan protein molekuláról számoltak be, melyet NGF (idegnövekedési tényező) néven ismernek, magasabb szinten van jelen, amikor az emberek először esnek szerelembe, de ennek szintje egy év elteltével visszaáll az azt megelőző szintre.

### Pszichológiai megközelítés

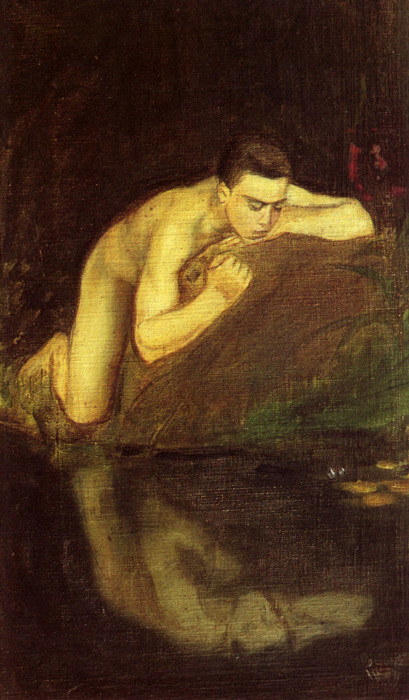
Narkisszosz, aki saját tükörképébe lett szerelmes

A pszichológia a szeretetet egy kognitív és közösségi jelenségként írja le. Robert Sternberg egy háromszögletű szeretetelméletet alakított ki, amely kijelentette, hogy a szeretetnek három összetevője van: közelség, elköteleződés és szenvedély. Az közelség egy olyan tengelyt mutat, amelyben a két ember bizalmi viszonyt ápol, és a személyes életük számos részletében közösen viselt dolgaik vannak – ez általában barátságokban és szerelmi kapcsolatokban jelentkezik. Az elköteleződés másfelől az az elvárás, hogy a kapcsolat maradandó legyen. Az utolsó és legelterjedtebb formája a szeretetnek a szenvedély, vagyis a szexuális vonzalom. A szenvedélyes szeretet minden elfogult emberi kapcsolatunkra jellemző, és természetesen a szerelemre is. A szeretet minden formája ezen három összetevő kombinációjaként leírható. Ha valaki nem szeret egy másikat, akkor ezen összetevők közül egyik sincs jelen. A kedvelés csak a közelséget foglalja magában. A vak szerelem csak szenvedélyt tartalmaz. Az üres szeretet csak elköteleződést mutat. Egy szerelmi kapcsolatban közelség és szenvedély van jelen. A buta szeretet szenvedélyt és elköteleződést tartalmaz. Végül a legmagasabb szeretet mindhármat tartalmazza. Zick Rubin, amerikai pszichológus a szeretetet a pszichometriával írta le az 1970-es években. Munkájában kijelenti, hogy három tényezőből áll a szeretet: elköteleződésből, gondoskodásból és közelségből.

Az elektromossággal kapcsolatos elméletek fejlődését követően, mint például a Coulomb-törvény, amelyik megmutatta, hogy a pozitív és negatív töltések vonzzák egymást, párhuzamokat szült az emberi kapcsolatokra értelmezve ezt, miszerint „az ellentétek vonzzák egymást”. Az elmúlt század során az emberi párválasztást tanulmányozva általában arra jöttek rá, hogy a személyiség vagy egyéniség tekintetében ez nem igaz – az emberek az önmagukhoz hasonlóakat inkább kedvelik. Viszont pár szokatlan és különleges esetben, mint például az immunrendszerek, úgy tűnik, hogy az emberek azt részesítik előnyben, aki nem hasonló hozzájuk (pl. merőleges immunrendszerük van), mivel ez ahhoz vezet, hogy a kisbabájuk mindkettő előnyeit magában fogja hordozni. Az elmúlt évek során számos emberi kapcsolatokat érintő elmélet született, amelyek különféle kötődéseket és hajlamokat térképeznek fel. Néhány nyugati elmélet két összetevőre bontja a szeretetkapcsolatokat: altruistára és nárcisztikusra. Ez a nézet Scott Peck munkáin tükröződik, aki az alkalmazott pszichológia területén térképezte fel a szeretetet és a gonoszságot. Peck fenntartja véleményét, miszerint a szeretet a „másik spirituális növekedése iránt érzett törődés” és egyszerű nárcizmus kombinációja. A kombinációban a szeretet egy tevékenységet jelöl és nem pusztán egy érzést.
Erich Fromm pszichológus könyvében, a Szeretet művészetében leírja, hogy a szeretet nem csupán egy érzés, hanem cselekedeteket is jelöl, és hogy valójában a szeretet "érzése" felszínes azokhoz képest, akik elköteleződnek a szeretet felé azzal, hogy következetesen szeretetet tükröző cselekedeteket hajtanak végre. Ebben az értelemben Fromm fenntartja, hogy a szeretet végső soron egyáltalán nem egy érzés, hanem inkább egy elköteleződés afelé, hogy szerető cselekedeteket hajtunk végre más felé, vagy sok ember felé egy kiterjesztett időszak alatt. Fromm úgy írja le a szeretetet, mint egy tudatos döntést, ami a korai állomásain úgy jelentkezik, mint egy önkéntelen érzés, de később nem függ azoktól az érzelmektől, hanem ehelyett egy tudatos elköteleződést jelent.
Gesler Lili magyar pszichológus a mély emberi kapcsolatokban átélhető szeretetet vizsgálta. Kutatása során, azt a kérdést tette fel, hogy "miből tudom, hogy a másik ember szeret engem?" A beérkezett válaszok alapján 10 elemet azonosított, melyeket atomoknak nevezett el. A szeretet tíz atomja: minőségi idő, figyelem, bizalom, segítés, törődés, érintés, szavak, érdeklődés, őszinteség, elfogadás. Plussz létezik egy atom a tizenegyedik: rokonszenv. Gesler Lili a pszichológiai szakirodalomban rengeteg tanulmányt talált a szerelemről, de szinte alig néhányat a mély emberi kapcsolatokban átélhető szeretetről. Így hát saját kutatásba fogott, és a feltételezése, úgy tűnik, beigazolódott. Az eredmények világosan megmutatták, hogy a szeretetnek léteznek megfogható elemei, „atomjai”, melyek a viselkedésünkben érzékelhetőek, és mások számára is láthatóak. A szeretet atomjai című könyvében részletesen ír erről.
Evolúciós megközelítés
Az evolúciós pszichológia megkísérelt különféle értelmezést adni a szeretetre, amiben azt a túlélés egyik eszközeként mutatja be. Az emberek, más emlősökhöz képest, életük nagyobb részében függenek a szülői segítségtől. A szeretet ennélfogva egy olyan mechanizmusnak tűnik, amely ebben az elnyúló időszakban a szülői támogatást teszi lehetővé a gyerek számára. Egy másik tényező lehet az is, hogy a szexuális úton terjedő betegségek más hatásuk mellett csökkentett termékenységet okozhatnak, a magzat sérülését, és megnövekedett komplikációkat a szülés során. Mindez a monogám kapcsolatokat teszi kedvezővé a poligámia helyett.

### A tudományos modellek összehasonlítása
A biológiai modellek inkább tekintenek úgy a szeretetre, mint egy emlősi hajtóerőre, ami az éhséghez vagy a szomjúsághoz hasonló. A pszichológia a szeretetet inkább egy közösségi és kulturális jelenségként látja. A szeretetet bizonyosan befolyásolják a hormonok, mint az oxitocin, neurotrofinok (mint például az NGF), és a feromonok, és az emberek szeretetről alkotott fogalma nagyban befolyásolja, hogy mire gondolnak és hogyan viselkednek a szeretetkapcsolatokban.
A biológia hagyományos nézete az, hogy két nagyobb hajtóerő van a szeretetben: a szexuális vonzalom és a kötődés. A felnőttek közötti kötődés ugyanolyan elveken működik, ahogyan a gyermek az édesanyjához építi ki a kötődését. A hagyományos pszichológiai nézet úgy tekint a szeretetre, mint a társas szeretet és a szenvedélyes szeretet kombinációjára. A szenvedélyes szeretet egy intenzív közeledést jelent, és gyakran fiziológiai jelenségek tarkítják (rövid lélegzet, gyors szívritmus); a társas szeretet a vonzódás és a közelség olyan jelenségét mutatja, amelyben nincsen ilyesféle fiziológiai rendellenesség.

## Kulturális nézőpontok

### Ókori görögök
Az ógörög nyelv különféle értelmezésekben használja a „szeretet” szavakat. Az ógörögben öt szó van a szeretetre: erósz, agapé, fília, sztorgé, és xénia. Viszont a görögök (sok másik néppel egyetemben), nehéznek találták, hogy teljesen elválasszák egymástól ezeket a jelentéseket. A Biblia ókori görög szövegeiben példát is találunk rá, hogy az agapo ige ugyanolyan jelentéssel bír, mint a phileo.
Az agapé (ἀγάπη agápē) a modern görög nyelvben a szeretetet jelenti. A s’agapo kifejezés jelenti azt újgörögül, hogy Szeretlek. Az agapo az Én szeretlek igéje. Általában egy „tiszta” ideális szeretettípusra utal, ahelyett, hogy azt a fizikai vonzást fejezné ki, mint amit az erósz sugall. Viszont vannak példák rá, hogy az agapét az erósz értelmében használják. Úgy is fordíthatják görögről, mint a „lelki szeretetet”.
Az erósz (ἔρως érōs) (Erósz görög isten nevéből) a szenvedélyes szeretetet jelenti, amelyben szexuális vágy és vonzalom kerül kifejezésre. Az erota szó azt jelenti görögül, hogy szerelmesnek lenni. Platón saját meghatározást adott ennek. Bár az erószt kezdetben egy személy iránt érezhették, magyarázatának nyomán a szépség elismerésével egyenlő, amely tükröződik a másik személyben, vagy általánosságban a szépség elismeréseként jelenik meg. Az erósz segít, hogy a lélek a szépség tudását megkapja, és ezzel nagyban hozzájárul a spirituális igazság megértéséhez. A szeretők és a filozófusok mind inspirálva érezték magukat, hogy az igazságot az erószon keresztül fedezzék fel. Némely fordításokban úgy tűnik fel, mint „a test szeretete”.
A fília (φιλία philía), egy szenvedélyektől mentes, erényes szeretet jelent. Ez egy olyan fogalom, amelyet Arisztotelész talált ki. Magába foglalja a barátok, család és közösség felé érzett hűséget, és erényt, egyenlőséget és ismertséget feltételez. A fíliát gyakorlati hasznok motiválják; egyik vagy másik fél hasznot húz a kapcsolatból. Ezt úgy is nevezik, mint az „értelem szeretetét”.
A sztorgé (στοργή storgē) természetes vonzást jelöl, mint amelyet a szülő érez a gyermeke iránt.
A xénia (ξενία xenía), vagy vendégszeretet egy hihetetlenül fontos gyakorlat volt az ókori Görögországban. Majdnem hogy teljesen ritualizált kapcsolatot jelölt a vendéglátó és a vendég között, akik azelőtt akár lehettek idegenek is egymás számára. A vendéglátó megetette és a vendéget és szállást adott neki, aki csupán hálával tartozott a vendéglátónak. Ennek fontossága jól tükröződik az ókori görög mitológiai történetekben, különösen Homérosz Iliászában és az Odüsszeiában.

### Ókori Róma (latinok)

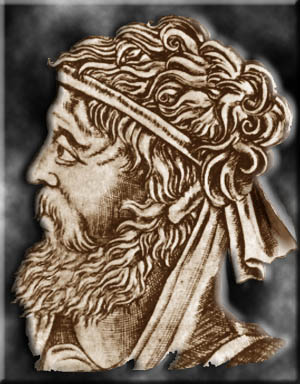
Catullus

A latin nyelvnek különféle igéik voltak a magyar szeretet szóra. Az amō az alapige, ami azt jelenti, hogy „én szeretek”. Ennek főnévi igenév formája az amare (szeretni), ahogyan az olasz nyelvben a mai napig így is hangzik. A rómaiak a vonzás értelmezésében is használták, továbbá a romantikus és szexuális értelmezésében is. Ebből az igéből származik az amans (a szerető), és az amatőr, a hivatásos szerető. Az amica barátnőt jelent a szó magyar értelmében, ám ezt gyakran használták a prostituáltak eufemisztikus megnevezéseként. Az ennek megfelelő főnév az amor szó volt (a kifejezés jelentőségét mi sem illusztrálhatná jobban, minthogy Róma városa, latinul Roma egyenes tükörképe az amor szónak, amelyet széles körben használtak a város titkos megnevezéseként az ókori időkben). Ezt többes számban arra használták, hogy a szerelmi viszonyokat vagy szexuális kalandokat címkézzenek vele. Ugyanez a töve az amicus (barát) szónak és az amicitia (barátság) szónak (gyakran közös előnyöket jelzett, és sokszor adósságot mutatott). Cicero egy színdarabot írt, A barátságról címmel (de Amicitia), amely bizonyos mélységében megmutatja ezt az érzést. Ovidius egy útmutatót írt, amely az Ars Amatoria (A szerelem művészete) címre hallgatott, és amely mélységében tárgyalja a házasságon kívüli viszonyokat és a túlságosan védelmező szülőket is.
A latin néha használja az amāre szót, amikor a magyarban csak annyit mondanánk, hogy kedveljük őt. Ezt az érzelmet sokkal mélyebben fejezi ki a latin, placere vagy delectāre szó, melyekből a későbbi különösen Catullus szerelmi költészetére jellemző. A diligere gyakorta jelzi a vonzódást és a tiszteletet, és majdnem hogy sohasem jelent szerelmet. Ezt a szót leginkább két férfi barátságának leírására lehet használni. Az ennek megfelelő főnév a diligentia, ez viszont szorgalmat vagy óvatosságot jelent, és kicsiny jelentésbeli egyezőséget mutat az igével. Az observare a diligere szinonimája; ennek megfelelően az observantia főnév gyakran jelent tiszteletet vagy vonzódást. A latin caritas szót gyakran használják a Biblia latin fordításában, amely adakozó szeretetet jelent; ez az értelmezése viszont nem található meg a klasszikus pogány római könyvtárakban. Mivel ez egy görög szó egyesítéséből származik, nincs ennek megfelelő ige.

### Kínai kultúra
Kétféle filozófiai alátámasztása létezik a kínai hagyományokban megjelenő szeretetfogalomnak, az egyik a konfucianizmusból ered, amely a kötelességet és cselekedeteket írt le, míg a másik a motizmusból származik és az egyetemleges szeretetet tárgyalja. A konfucianizmus központi fogalma a zsen (ren) („jóindulatú szeretet”, 仁), amely a kötelességre, cselekedetekre és hozzáállásra összpontosít, mintsem hogy a szeretetre magára koncentrálna. A konfucianizmusban jóindulatú szeretetet mutat mindenki, aki gyermeki kegyességet mutat, szülői kedvességet, a királyhoz való hűséget és így tovább.
Az aj (ai; 愛) fogalmát Mo-ce vezette be az időszámításunk előtti 4. században a konfucianizmus jóindulatú szeretetére kiváltott reakcióként. Mo-ce megpróbálta helyettesíteni azt, amit ő egy a családhoz és a kláni szerkezetekhez kötődő, régimódi és túlzott kötődésként jellemez. Meghatározta az „egyetemleges szeretet” (csien-aj/jiān'ài, 兼愛) fogalmát. Ennek kapcsán közvetlenül a konfucianistákkal ellenben érvelt, akik azt hitték, hogy természetes és helyes, hogy az emberek törődjenek különféle társadalmi létrán álló különféle emberekkel. Mo-ce ezzel szemben abban hitt, hogy az embernek alapvetően egyenlően kellene bánnia minden emberrel. A motizmus hangsúlyozza, hogy a különféle emberekhez fonódó különböző viszonyulás helyett a szeretetnek feltétel nélkülinek kellene lennie, amely mindenki felé egyenlően kellene, hogy megnyilvánuljon – kölcsönösségre való tekintet nélkül, nem csupán a barátokra, családra vagy másféle konfucianista kapcsolatokra vonatkozóan. Később a kínai buddhizmusban az aj (ai; 愛) kifejezést a szenvedélyes és gondoskodó szeretet leírására használták és alapvető vágynak tekintették. A buddhizmusban az aj (ai)-t úgy látták, hogy az lehet önző és önzetlen, a későbbi a megvilágosodás felé vezető út kulcsfontosságú elemévé vált.
A kortárs kínai nyelvben az aj (ai; 愛) gyakran használják a szeretet nyugati fogalmával egyenértékűen. Az aj (ai) lehet ige is (pl. vo aj ni/wo ai ni 我愛你, vagy "szeretlek") és főnév (mint az aj-csing/aiqing 愛情, vagy "szerelem"). Viszont a konfucianista zsen (ren) hatásaként a vo aj ni/wo ai ni (szeretlek) egy különös felelősségérzést hordoz, valamint elköteleződést és hűséget. Ahelyett, hogy gyakran használnák a "szeretlek" kifejezést, mint némely nyugati közösségben, a kínaiak lazább módon fejezik ki magukat. Ennek megfelelően a „kedvellek” (vo hszi-huan ni/vo xihuan ni, 我喜欢你) egy gyakoribb módja a kínai vonzalom kifejezésének; játékosabb és kevésbé komoly. Ez igaz a japán (suki da, 好きだ) kifejezésre is. A kínaiak egyébként hajlamosak gyakrabban használni a "szeretlek" szót, ha magyarul vagy más idegen nyelven beszélnek, mint amilyen gyakran használnák azt a saját anyanyelvükön.

## Szeretet a vallásokban

### Ábrahámi vallások

#### Kereszténység

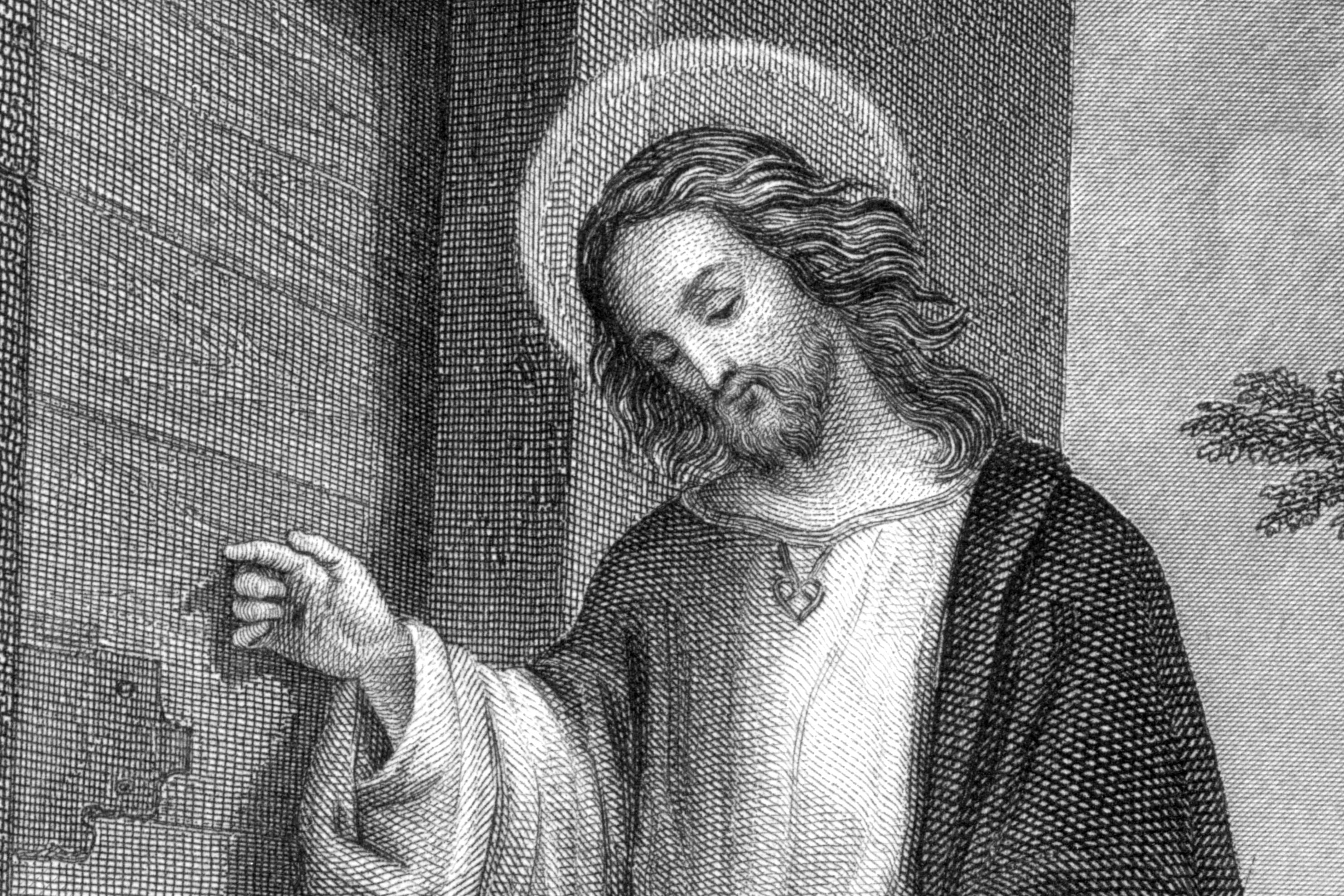
Jézus szeretete jelenti a keresztény ideált

A keresztény felfogás szerint a szeretet Istentől származik. A férfi és nő szeretete – erósz a görög nyelv szerint – és az önzetlen szeretet mások felé (agapé) gyakran úgy van ábrázolva, mint „emelkedő” és „ereszkedő” szeretet, viszont végső soron ugyanazon dolgot jelöli.
A számos görög szeretet-szóra a keresztény körökben rendszeresen hivatkoznak.
- Agapé: Az Újszövetségben az agapē az adományozó, önzetlen, altruista és feltétel nélküli szeretetként van ábrázolva. Ez az atyai szeretet, amelyik a jóságot teremti a világban; annak a módja, ahogyan az Isten szereti az emberiséget, és a keresztények törekednek így viszonyulni mások felé.
- Phileo: Szintén használják az Újszövetségben. A phileo egy emberi reakció valamire, ami örömet okoz. "Testvéri szeretetként" is ismert.
- Az erósz (szexuális szeretet) és a sztorgé (szülői szeretet) szavakat sehol sem használják az Újszövetségben.

A keresztények vallják, hogy a "Szeresd Istenedet teljes szívedből, teljes lelkedből", valamint a "Szeresd felebarátodat, mint önmagadat" a két legfontosabb dolog az életben (a zsidó Tóra legnagyobb parancsolata, Jézus Márk Evangéliumában beszél erről – Márk (12:28-34). Ezt Szent Ágoston is összefoglalta egyik művében.
Pál apostol dicsőítette a szeretetet és minden erények legfontosabbikának jelentette ki. A Korinthusiakhoz írt első levelében azt írja: „A szeretet türelmes, a szeretet jóságos, a szeretet nem féltékeny, nem kérkedik, nem is kevély. Nem tapintatlan, nem keresi a maga javát, nem gerjed haragra, a rosszat nem rója fel. Nem örül a gonoszságnak, örömét az igazság győzelmében leli. Mindent eltűr, mindent elhisz, mindent remél, mindent elvisel.” – 1 Kor. (13:4–7)
János evangélista azt írja: "Mert úgy szerette Isten e világot, hogy az ő egyszülött Fiát adta, hogy valaki hiszen ő benne, el ne vesszen, hanem örök élete legyen. Mert nem azért küldte az Isten az ő Fiát a világra, hogy kárhoztassa a világot, hanem hogy megtartassék a világ általa." – Ján (3:16–17) János azt is írta: "Szeretteim, szeressük egymást: mert a szeretet az Istentől van; és mindaz, a ki szeret, az Istentől született, és ismeri az Istent. A ki nem szeret, nem ismerte meg az Istent; mert az Isten szeretet." (1 Ján 4:7–8,)
Hippói Szent Ágoston azt mondja, hogy meg kell különböztetni a szeretetet a bujaságtól. A bujaság, Szent Ágoston szerint túlzó engedékenység, de szeretni és szeretve lenni az, amit egész életében keresett. Azt is kijelenti egyszer, "szerelmes voltam a szerelembe". Végül szerelembe esik Istennel, és vissza is szereti őt Isten. Szent Ágoston azt mondja, hogy csak Ő az, aki tényleg és teljesen szeretni tud, mert a szeretet ember és ember között csak hibákat szül, mint például amilyenek "féltékenység, gyanakvás, félelem, harag és a harc" Szent Ágoston szerint Istent szeretni annyi, mint „elérni a békét, ami a tied”. (Szent Ágoston vallomásai)
A keresztény teológusok Istent a szeretet forrásaként írják le, ami az emberekben az ő szeretetkapcsolataikban tükröződik. C.S. Lewis, egy híres keresztény teológus könyvet írt "A négy szeretet” címmel. XVI. Benedek az első enciklikáját "Isten szeretetéről” írta. Azt mondta, hogy az emberi lény, amelyet Isten a saját képére formált, aki szeret, és képes szeretet gyakorolni; képes átadni magát Istennek és másoknak (agapé) és képes megkapni Isten szeretetét az elmélkedésben. Ez a szeretet élete, szerinte, az olyan szentek élete mint amilyen a Kalkuttai Szent Teréz és Szűz Mária élete is volt, és a keresztények ezt irányozzák meg, amikor hisznek benne, hogy Isten szereti őket.
A kereszténységben a szeretet gyakorlati meghatározását legjobban Aquinói Szent Tamás foglalta össze, aki úgy határozta meg, mint a "másik javára történő szándékot" vagy azt a vágyat, hogy más sikerrel járjon. Ez a keresztény magyarázata a mások szeretete szükségének, beleértve az ő ellenségeiket. Ahogyan Aquinói Tamás magyarázza, a keresztény szeretetet annak szüksége motiválja, hogy mások sikerrel járjanak, azaz hogy jó emberek legyenek.

#### Judaizmus
A héber Ahava szó a leggyakrabban használt kifejezés, ami a személyek közötti és az Isten és Isten teremtményei között létező szeretetet is leírja. A heszed segítségével, amit gyakran szerető kedvességnek fordítanak, az emberi lények közötti szeretet számos formáját leírják. A heszed szeretetfogalma jelenik a haszidizmus mozgalmának nevében is. Egy adott generáció szeretetre leginkább képes nagyjait (spirituális vezetőit) ez a hagyomány cádiknak (igaznak) nevezi.
Az a parancsolat, hogy szeress másokat, a Tórában van leírva, ami kijelenti, hogy "Szeresd a másikat mint önmagadat" (Leviták 19:18). A Tóra parancsolatát, hogy szeresd Istenedet "teljes szívedből és teljes lelkedből" (Deuteronómium 6:5) a Misna (a zsidó szóbeli törvénykezés központi szövege) átvette, hogy a jócselekedetekre hivatkozzon, arra a szándékra, hogy valaki az életét áldozza ahelyett, hogy bizonyos komoly bűnöket elkövessen, akár még az összes tulajdonát is feláldozza, és hálás az Istenének az ellenségeskedés ellenére. (Berachot traktátus 9:5). A rabbinikus irodalom megosztott afelől, hogy ezt a szeretetet hogyan lehet kifejleszteni, pl. hogy isteni cselekedeteket hajt végre vagy a természet csodáit szemrevételezi. A házaspárok közötti szeretet vonatkozásában ez az élet lényeges összetevőjévé vált: "Lásd az életet a feleségeddel, akit szeretsz" (Prédikátor könyve 9:9). A bibliai Salamon könyve egy romantikusan megfogalmazott metaforaként értelmezhető ami Isten szeretetét írja le az emberek felé, de a puszta olvasata is olyan, mint egy szerelmes dal. Elijahu Eliezer Dessler, 20. századi rabbit gyakran idézik a zsidó nézettel kapcsolatban, miszerint "szeretni annyi, mint adni anélkül, hogy bármit is megkapnánk" (Michtav me-Eliyahu, Első kötet).
A Tóra spirituális értelmezését magáénak valló Kabbala célja az önszereteten való túllépés megvalósítása és az emberi ego helyes irányba fordításával az egyetemes önzetlen szeretetre való képesség kifejlesztése. Ennek megvalósításakor feltárul az egyetemes szeretet világa, a Végtelen Világ (Ein Szof), amelyben az ember az Istennel való teljes összefonódásban és kölcsönös szeretetben él. Tanítása szerint a kabbalista életfa jobb vonalán található úgynevezett szfirák (kiáradások) azok, amelyek az egón túllépő szeretetet mutatják (kegyelem), míg a bal vonal az ego (bíráskodás, ítélkezés) vonala. A kabbala tíz szfirája az emberek közötti interakció lehetséges tízfajta irányultságát tükrözi. Ezek közül a legmagasabb szeretetforma, a teljes mértékben önzetlen szeretet az életfa tetején található. Ez a Keter (korona).

#### Iszlám
A szeretet az Iszlámon belül egyetemleges testvériségként jelenik meg, amely mindenkire érvényes, akik tartják a hitet. Isten (Allah) 99 neve között ott van az Al-Wadud, vagy "Szerető egy," amelyet megtalálni a Korán 11:90-es szúrájában, ahogyan a 85:14-es szúrában is. Istenre minden fejezet elején úgy utalnak a Koránban, mint Ar-Rahman és Ar-Rahim, vagy "legkegyelmesebb” és "legkönyörületesebb"ami azt jelenti, hogy senki sem szeretőbb, kegyelmesebb vagy jóságosabb, mint Isten. A Korán úgy utal Istenre, hogy tele van "szerető kedvességgel”.
A Korán azt tanácsolja a muszlim hívőknek, hogy minden embert kezeljenek birr-rel vagyis "mély kedvességgel", akik nem üldözik őket (Korán 6:8-9-es szúra) A birr-t arra is használja a Korán, hogy azt a kedvességet jelölje, amellyel a gyerekeknek kell viseltetnie a szüleik felé. Az ishq, vagy isteni szeretet a szúfizmus hangsúlyos fogalma az Iszlám hagyomány ágai közül. A szúfi hagyomány követői azt vallják, hogy a szeretet Isten lényegének kivetülése az univerzumra. Isten vágya felismerni a szépséget, és mintha valaki tükörbe nézne, hogy megnézze önmagát, Isten ugyanígy „néz” magára a természet rendszerén keresztül. Mivel minden Isten kivetülése, a szúfizmus iskolája azt gyakorolja, hogy meglássa a szépet a valóban csúnya dolgokban is. A szúfizmus gyakran a szeretet vallásaként jelenik meg. Isten a szúfizmusban három fő kifejezéssel van leírva, amelyek a szerető, a szeretett és az kedves, amelyek közül az utolsó gyakran megjelenik a szúfi költészetben. A szúfizmus általános nézőpontja az, hogy a szereteten keresztül az emberiség visszatérhet a teljes tisztaságba és dicsőségbe. A szúfi szentek híresek arról, hogy "megrészegülnek" az Isten iránti szeretetüktől; ezért van rendre utalás a borra a szúfi költészetben és zenében.

### Keleti vallások

#### Buddhizmus

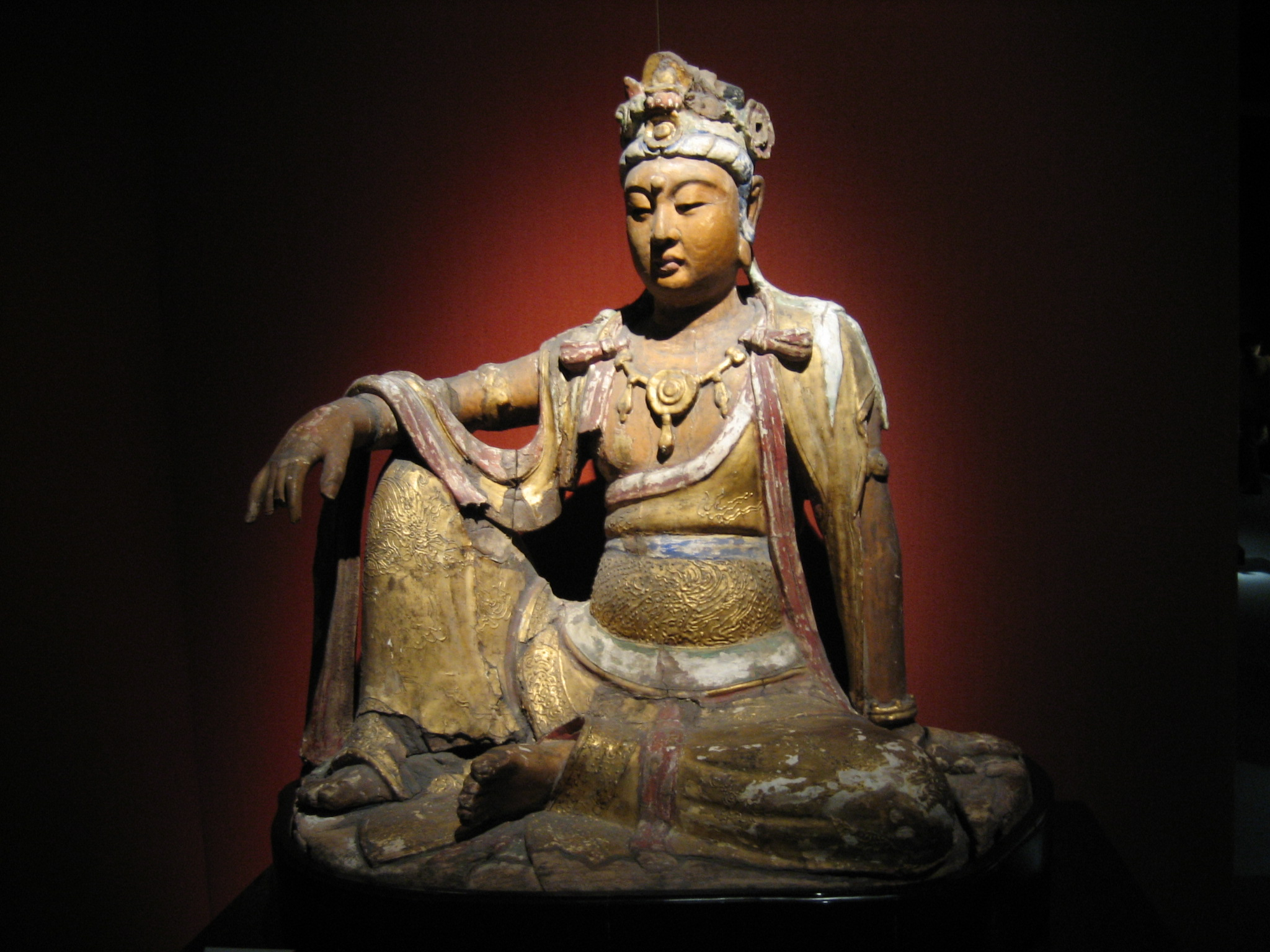
Bodhiszattvát ábrázoló szobor

A mettá (páli, dévanágari: मेत्ता) vagy maitrí (szanszkrit: मैत्री) jelentése jóakarat, barátságosság, jószándék, barátság, kedvesség, közeli hullámhossz, és a mások érdekeivel való törődés. A théraváda buddhizmusban ez a tíz tökéletesség (páramitá) közül az egyik és a négy mérhetetlen (brahma-vihára) közül az első. Ez a ragaszkodás (upádána) nélküli szeretet.
A jóakarat gyakorlása (mettá bhávaná) a buddhista meditáció népszerű formája. A théraváda hagyományban ez a gyakorlat azzal kezdődik, hogy a gyakorlók először egymás felé gyakorolnak jóindulatot, majd a szeretteik felé, a tanítójuk felé, végül kiterjesztik az idegenek felé, az ellenségek felé, végül az összes érző lény felé. A tibeti buddhista hagyományokban ezt a gyakorlatot úgy nevezik, hogy tonglen, amely során a gyakorló minden kilégzéskor ("küldés") boldogságot küld az érző lények felé, illetve minden belégzéskor szenvedést ("fogadás") vesz át másoktól. A tibeti buddhizmusban szintén elmélkednek a brahma-vihárákon, amelyet úgy is neveznek, hogy „együtt érzés meditáció”.
A buddhizmusban a káma jelenti az érzéki, szexuális érzelmet. Ez akadályt jelent a megvilágosodás felé vezető úton, mivel ez az önzés egyik negatív formája. A karuná a kegyelem és könyörületesség, amely mások szenvedését csökkenti. Ez a bölcsesség kiegészítője, amely szükséges a megvilágosodáshoz. Az advesa és a mettá jelentik a jóindulatú szeretetet. Ez a szeretet feltétel nélküli és jelentős önelfogadás szükségeltetik hozzá, hogy valaki gyakorolni tudja. Ez eléggé különbözik a hétköznapi szeretettől, amelyik általában a kötődésről és a testi szerelemről szól és amelyik ritkán történik önérdek nélkül. Ehelyett a buddhizmusban lekapcsolódásra utal és önzetlen érdekekre mások jólétére vonatkozóan.
A mahájána buddhizmus bódhiszattva ideálja valaki teljes lenullázását mutatja be, hogy az magára vegye a szenvedő világ terheit. A megváltás a legerősebb motiváció, ami valakit afelé mozgathat, hogy a bodhiszattva útjára lépjen – az önzetlen, altruista szereteten keresztül, amelyet minden érző lény felé gyakorol.

#### Hinduizmus
A hinduizmusban a káma jelenti az örömszerző, szexuális szeretetet, amelyet Kámadéva istenség személyesít meg. Kámadevát gyakran ábrázolják úgy, hogy íjat fog a kezében és virág "nyilai" vannak; és egy hatalmas papagájt lovagol meg. Általában hitvese, Rati és a társa, Vasanta kíséri, aki a tavasz évszakának ura. Kámadéva és Rati gyakorta feltűnnek a Csennakésava templom faragott kövein Belúrban, Nyugat-Bengálban, Indiában.
A kámával ellentétben, a prema – vagy prem – a magasztos szeretetre utal. Karuna könyörületesség és kegyelem, amely valakit arra sarkall, hogy segítsen mások szenvedését csökkenteni. A bhakti egy szanszkrit kifejezés, ami a legfelsőbb Isten felé való magasztos szeretetet jelenti. Az a személy, aki bhaktit gyakorol, a bhakta névre hallgat. A hindu írók, teológusok, és filozófusok kilenc formáját különböztetik meg a bhaktinak, amelyek megtalálhatóak a Bhágavata-puránában és Tulszidász munkáiban. A Nárada Bhakti szútrák, amelyet egy ismeretlen író írt, (feltehetőleg Nárada), tizenegy formáját különbözteti meg a szeretetnek.
A hinduizmus bhakti hagyománya szerint Isten elkötelezett szolgálata Isten szeretetének kifejlődéséhez vezet, és ahogy Isten szeretete helyet kap a szívben, az illető felszabadul az anyagi korlátok alól. Isten szeretetének tökéletességében az illető tökéletesen szabad az anyagi korlátoktól és ez a végső módja a megváltásnak vagy felszabadulásnak. Ebben a hagyományban a megváltás vagy a megszabadulás a szeretet alá rendelődik, mint egyféle véletlen melléktermék. Isten szeretetének megszerzése az élet tökéletességét jelenti.

## Politikai megközelítések

### Szabad szerelem

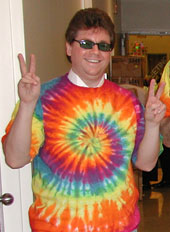
A hippi mozgalom egyik gyakori szimbóluma a batikolt ruházat volt

A szabad szerelem kifejezést arra használják, hogy egy olyan társadalmi mozgalmat írjon le, amely elveti a házasságot, mint a társadalmi kötöttség egyik alapvető formáját. A szabad szerelem mozgalom kezdeti célja az volt, hogy elhatárolja az államot a szexuális kérdésektől, mint amilyen a házasság, a születésszabályozás és a házasságtörés. Azt állította, hogy az ilyen ügyek csak az azokat végrehajtó emberekre tartoznak, és másra nem.
A legtöbb szabad-szerelmi hagyomány az anarchizmus mellékhajtása, és a polgári libertariánus filozófiát tükrözi, amely az állami szabályozásoktól és az egyház személyes kapcsolatokba történő beleszólásától való szabadságot keresi. Ennek az elképzelésnek megfelelően. a szabad társulások és a felnőttek legitim személyek, amelyeket minden harmadik félnek el kell ismernie, akármilyen érzelmi vagy szexuális viszonyban vannak. Mindemellett néhány szabad-szerelmi írás erősen érvelt a mellett, hogy a férfiaknak és a nőknek egyaránt joguk van a szexuális örömökhöz. A Viktoriánus korban ez egy radikális előrelépés volt. Később új téma került előtérbe, amelyek a szabad szerelmet radikális társadalmi változásokkal kapcsolták össze, és az új hatalomellenes és elnyomásellenes érzékenység előszelének tekintették.
A 19. század első felében sokan hitték, hogy a házasság az élet fontos tényezőjét jelenti, hogy "betöltsék vele a földi emberi boldogságot”. A középosztálybeli réteg azt akarta, hogy az otthon biztos hely legyen egy bizonytalan világban. Ez a mentalitás egy olyan nézetet teremtett, amely erősen meghatározta a nemi szerepeket, és ami végső soron a szabad szerelem mozgalom kifejlődéséhez vezetett.
Míg a szabad szerelem kifejezés gyakran a promiszkuitással azonosul a népszerű nézetek szerint (különösen a hatvanas-hetvenes évek hippimozgalmának fényében) történelmileg a szabad szerelmi mozgalom nem tette le a voksát a partnercserék vagy futó kapcsolatok mellett. Sokkal inkább amellett állt ki, hogy a szerelmi kapcsolatok szabadon kezelendők, és a törvény által nem kell azokat szabályozni.
A „radikális szex” kifejezés gyakran felcserélődik a ”szabad szeretővel”, és ezt a képviselői is előnyben részesítették, mert a „szabad szerelemhez” negatív képzettársítás kapcsolódott. Akármilyen néven is hívják, a képviselőinek két erős nézete van: ellentétbe helyezik magukat a kényszerített szexuális tevékenységgel egy kapcsolaton belül és kiállnak a mellett, hogy egy nő olyan módon használhassa a testét, amilyen módon csak akarja. Ezek a feminizmusnak szintén a nézetei.
A szabad szerelem mozgalom figyelmének fókuszában azok a törvények állnak, amelyek megakadályozzák, hogy egy össze nem házasodott pár együtt lakjon, és azok, amelyek a házasságtöréssel és válással foglalkoztak, ahogyan a beleegyezési korhatárra, születésszabályozásra, homoszexualitásra, abortuszra, prostitúcióra vonatkozó törvények is; bár nem minden szabad szerelmet magáénak valló fél ért egyet ezen dolgok vonatkozásában. Az egyéni jogok eltörlése a házasságon belül szintén fontos számukra, hiszen számos bírói testület nem ismeri el a házasságon belüli nemi erőszakot, vagy kevésbé kezeli azt komolyan, mint egy házasságon kívüli nemi erőszakot. A szabad-szerelmi mozgalmak nyugaton a 19. század óta megvédték jogukat arra, hogy a szexualitásról nyíltan beszéljenek és a fajtalansági törvényekkel is hadba szálltak.

## Filozófiai nézetek
A szeretetfilozófia azon területe a társadalomfilozófiának, és etikának, amelyik megkísérli megmagyarázni a szeretet természetét. A szeretet filozófiai vizsgálata magában foglalja a személyes szeretet különféle fajtái közötti éles különbségtételt; felteszi a kérdést, hogy lehet-e, és ha igen, hogyan lehet bizonyítani a szeretetet; felteszi a kérdést, hogy milyen értéke van a szeretetnek; és milyen hatással van mind a szerető, mind a szeretett önrendelkezésére.
Sok különféle elmélet létezik, amely megkísérli elmagyarázni, hogy mi a szeretet, és milyen funkciót szolgál. Nagyon nehéz volna elmagyarázni a szeretetet egy olyan feltételezett személynek, aki maga nem tapasztalta azt, hogy szeret, vagy szeretve van. Valójában egy ilyen ember számára a szeretet elég furcsa dolognak, sőt elég irracionális viselkedésnek tűnne. A jelenlegi elméletek között, amelyek a szeretet létezését próbálják leírni, a következőek vannak: pszichológiai elméletek, aminek legtöbbje a szeretetet egy nagyon egészséges viselkedésformának írja le; vannak evolúciós elméletek, amelyek tartják a nézetet, miszerint a szeretet a természetes szelekció folyamatának része; léteznek spirituális elméletek, amelyek például úgy tekinthetnek a szeretetre, mint Isten ajándékára az embereknek; és vannak olyan elméletek is, amelyek a szeretetet egy fel nem fedezhető misztikumként, igazi misztikus tapasztalatként írják le.

## Fordítás
- Ez a szócikk részben vagy egészben  a   Love című angol Wikipédia-szócikk ezen változatának fordításán alapul.  Az eredeti cikk szerkesztőit annak laptörténete sorolja fel. Ez a jelzés csupán a megfogalmazás eredetét és a szerzői jogokat jelzi, nem szolgál a cikkben szereplő információk forrásmegjelöléseként.